# کاله‌گینو
کاله‌گینو (انگلیسی: Kalegino) یک شهرک در شهرستان کالتاسینسکی استان باشقیرستان کشور روسیه است.